# Bodíky
Bodíky es un municipio del distrito de Dunajská Streda en la región de Trnava, Eslovaquia, con una población estimada a final del año 2024 de 296 habitantes.
Se encuentra ubicado al sur de la región, cerca de los ríos Danubio y Váh, y de la frontera con Hungría y la región de Bratislava.

## Demografía
| Año        | 1994 | 2004     | 2014    | 2024     |
| ---------- | ---- | -------- | ------- | -------- |
| Población  | 362  | 288      | 268     | 296      |
| Diferencia |      | −20,44 % | −6,94 % | +10,44 % |

| Año        | 2023 | 2024 |
| ---------- | ---- | ---- |
| Población  | 296  | 296  |
| Diferencia |      | +0 % |